# Royaume-Uni au Concours Eurovision de la chanson 1979
Le Royaume-Uni a organisé une présélection nationale pour choisir la chanson qui irait au Concours Eurovision de la chanson 1979. A Song for Europe 1979 devait avoir lieu au Royal Albert Hall de Londres le 8 mars.

## Sélection

### A Song for Europe 1979
Après une journée de répétitions au Royal Albert Hall  une grève des techniciens de la BBC a arrêté l'émission environ une heure avant la transmission. Les enregistrements audio des chansons ont été votés par 14 jurys régionaux : Bristol, Bangor, Leeds, Norwich, Newcastle, Aberdeen, Birmingham, Belfast, Cardiff, Plymouth, Glasgow, Southampton et Londres. Le jury de Manchester n'a pas pu être contacté et comme le gagnant avait une marge de plus de 12 points, ses scores n'ont pas été inclus. Cela a conduit à une égalité immatérielle pour la deuxième place. Les votes de Manchester ont ensuite été vérifiés et ajoutés aux scores, rétrogradant la chanson Call My Name à la troisième place. Le lendemain, les 12 chansons ont été diffusées sur Radio 2 de Terry Wogan le spectacle et un récapitulatif des meilleures places, ainsi qu'une interview avec les gagnants ont eu lieu sur la BBC TV Show Nationwide le même soir.

### Finale
| Ordre | Artiste                        | Chanson                           | Auteur(s) compositeur(s)       | Points | Place |
| ----- | ------------------------------ | --------------------------------- | ------------------------------ | ------ | ----- |
| 1     | Black Lace                     | "Mary Ann"                        | Peter Morris                   | 132    | 1     |
| 2     | Lynda Virtu                    | "You Are My Life"                 | Tony Colton & Jean Roussel     | 82     | 8     |
| 3     | Ipswich                        | "Who Put the Shine on Our Shoes?" | Nola York                      | 90     | 5     |
| 4     | Herbie Flowers and the Daisies | "Mr Moonlight"                    | Herbie Flowers, Doreen Chanter | 90     | 5     |
| 5     | M Squad                        | "Miss Caroline Newley"            | Adrian Baker                   | 44     | 11    |
| 6     | Eleanor Keenan                 | "Call My Name"                    | Roger Whittaker                | 109    | 3     |
| 7     | Guys 'n' Dolls                 | "How Do You Mend a Broken Heart?" | Ben Findon & Michael Myers     | 56     | 10    |
| 8     | Linda Kendrick                 | "All I Needed Was Your Love"      | Doug Taylor                    | 33     | 12    |
| 9     | Monte Carlo                    | "Home Again (Living With You)"    | David Knowles                  | 83     | 7     |
| 10    | Sal Davis                      | "Let It All Go"                   | Paul Curtis                    | 77     | 9     |
| 11    | The Nolan Sisters              | "Harry, My Honolulu Lover"        | Terry Bradford                 | 101    | 4     |
| 12    | Kim Clark                      | "Fantasy"                         | Richard Gillinson              | 117    | 2     |

#### Discographie britannique
- Black Lace - Mary Ann: EMI EMI2919.
- Lynda Virtu - You Are My Life: Mercury/Utopia TANGO7.
- Ipswich - Who Put the Shine on Our Shoes?: Epic SEPC7195.
- Herbie Flowers & the Daisies - Mr. Moonlight: EMI EMI2917.
- M Squad - Miss Caroline Newley: Ariola ARO150.
- Eleanor Keenan - Call My Name: CBS SCBS7198.
- Roger Whittaker - Call My Name: Columbia DB9065.
- Guys 'n' Dolls - How Do You Mend a Broken Heart?: Magnet MAG141.
- Linda Kendrick - All I Needed Was Your Love: Epic SEPC7199.
- Monte Carlo - Home Again (Living With You): EMI EMI2918.
- Sal Davis - Let It All Go: Decca F13825.
- The Nolan Sisters - Harry, My Honolulu Lover: Epic SEPC7197.
- Kim Clark - Fantasy: CBS SCBS7196.

Only the winning song reached the UK singles chart.

## À l'Eurovision
Black Lace a remporté A Song for Europe avec "Mary Ann" et s'est classé 7e au Concours Eurovision de la chanson de 1979 à Jerusalem.
Il s’agit également du seul Eurovision entre 1972 et 2008 dans lequel Terry Wogan n’a fourni ni les commentaires à la télévision ni ceux à la radio. Wogan avait été initialement prévu pour fournir le commentaire télévisé, mais a choisi de ne pas aller en Israël à la suite des commentaires qu’il a faits du gagnant de 1978 A-Ba-Ni-Bi  sonnant comme "Je veux être un ours polaire". Au lieu de cela, son collègue de Radio 2 John Dunn a fourni le commentaire de télévision. Ray Moore a fourni le commentaire sur BBC Radio 1 et Radio 2.

### Vote
| Score     | Pays                 |
| --------- | -------------------- |
| 12 points |                      |
| 10 points | - Danemark - Norvège |
| 8 points  | - Allemagne - Italie |
| 7 points  | - Irlande - Finlande |
| 6 points  | Autriche             |
| 5 points  | - Pays-Bas - Espagne |
| 4 points  | Portugal             |
| 3 points  |                      |
| 2 points  | Suisse               |
| 1 point   | Monaco               |

| Score     | Pays       |
| --------- | ---------- |
| 12 points | Israël     |
| 10 points | Luxembourg |
| 8 points  | Allemagne  |
| 7 points  | Norvège    |
| 6 points  | France     |
| 5 points  | Espagne    |
| 4 points  | Irlande    |
| 3 points  | Danemark   |
| 2 points  | Belgique   |
| 1 point   | Autriche   |